# Rio Fenugus
Il rio Fenugus è un corso d'acqua a regime torrentizio della Sardegna meridionale nei monti del Sulcis. Fa parte del bacino imbrifero del lago Medau Zirimilis, che attraverso il rio de Su Casteddu confluisce nel Cixerri.
Raccoglie le acque di deflusso della valle alta compresa fra il monte Lattias, il monte Is Caravius e il monte Genna Spina. Nasce sul versante settentrionale del monte Is Caravius e attraversa un territorio boscoso compreso in gran parte nella Riserva WWF di monte Arcosu.
La sua portata è alimentata principalmente dagli affluenti di sinistra che scorrono per circa 6-800 metri lungo il versante occidentale della catena montuosa che si estende da Is Caravius a Genna Spina. Dopo un percorso di appena 2 km confluisce, poco prima della cascata de su Spistiddadroxiu, a est del monte Genna Spina, con il rio Maureddus, dando origine al rio Camboni. Secondo alcune fonti il Fenugus è il nome con cui è indicato il tratto iniziale del Camboni.
Il toponimo "Fenugus" deriva dal nome sardo dato al finocchio.

## Cartografia di riferimento
- Cartografia Piano Paesaggistico Regionale, in Sardegna 2D. URL consultato il 16-07-2007 (archiviato dall'url originale il 29 giugno 2007). (Ortofoto IT2006, scala 1:2000, collegata a cartografia IGM e carta idrografica della Sardegna)
- Tavolette IGM (scala 1:25000): Foglio 565, Sezione I (Capoterra); Foglio 565, Sezione IV (Narcao)